# Pathway to Glory
Pathway to Glory (с англ. Путь к славе) — компьютерная игра в жанре пошаговой тактики, разработанная финской компанией RedLynx и изданная Nokia. Релиз состоялся в 2004 году на игровом смартфоне N-Gage. Игрок управляет отрядом солдат во время Второй мировой войны. Игра поддерживала кооператив и мультиплеерный режим до 6 игроков через hotseat, Bluetooth и сервис N-Gage Arena.
Pathway to Glory получила положительные оценки критиков, которые назвали её обязательной покупкой для владельцев N-Gage.

## Игровой процесс

Скриншот игрового процесса. Синий конус обозначает поле зрения выбранного солдата, цифра 5 — количество очков действия, необходимое для перемещения в указанную точку. Внизу приведена информация о солдате: портрет, звание, имя, национальность, специализация, очки действия, очки здоровья, опыт, выбранное оружие и боезапас к нему.

Действие Pathway to Glory происходит в 1943 году. Игрок управляет отрядом, состоящим из солдат стран-союзников, для которого игра позволяет выбрать название, национальности входящих в него бойцов и эмблему. Действие однопользовательской кампании разделено на миссии, каждая из которых предваряется брифингом, описывающим её условия и цель, а также дающим историческую справку. Перед началом миссии игрок выбирает состав отряда, его вооружение и экипировку. У каждого солдата есть своя специализация, определяющая его дополнительное умение: например, медики могут лечить раненых, а радисты — вызывать авиаудар.
Геймплейно Pathway to Glory представляет собой пошаговую тактику: вначале ходит игрок, после чего наступает очередь врагов. У каждого солдата в отряде есть определённое количество очков действия, расходуемых на перемещение и атаку. Юниты могут использовать расположенную на карте технику, такую как танки и джипы, прятаться за укрытиями и менять стойки, от которых зависит их поле зрения и вероятность попадания по ним вражеских атак. При прицеливании в противника игрок может дополнительно потратить очки действия, чтобы увеличить точность выстрела. Если у юнита по окончании хода остались неиспользованные очки действия, он будет автоматически атаковать врагов, оказавшихся в его поле зрения. За выполнение миссий солдаты получают опыт, награды и новые звания, что улучшает их характеристики и навыки обращения с оружием. В игре присутствует перманентная смерть: погибшие юниты становятся недоступны для выбора и заменяются новобранцами.
В многопользовательском режиме игроки делятся на две противоборствующие стороны — страны-союзники и страны Оси, — при этом каждый управляет своим отрядом. Побеждает сторона, захватившая все точки сбора на карте или уничтожившая всех солдат противника. Время на ход ограничено; после истечения таймера наступает очередь другого игрока. При этом карта скрыта туманом войны, и игрок может видеть вражеские юниты, только если они находятся в поле зрения его собственных солдат. Игра также поддерживала функцию «полевое радио» (англ. Field Radio), позволявшую игрокам отправлять друг другу голосовые сообщения во время матча.

## Разработка и выпуск
Pathway to Glory стала первой игрой, разработанной непосредственно внутри Nokia. Разработчики стремились сделать её как можно более достоверной с исторической точки зрения. Для этого они консультировались со специалистами по Второй мировой войне и использовали финских военных в качестве моделей для захвата движения, а также посетили реальные места сражений, воссозданные в игре, и записали озвученные реплики для солдат на 16 языках. Публичная демоверсия Pathway to Glory была впервые представлена на E3 2004.
Релиз игры состоялся 29 ноября 2004 года.

## Отзывы
| Сводный рейтинг    | Сводный рейтинг                  |
| Агрегатор          | Оценка                           |
| ------------------ | -------------------------------- |
| GameRankings       | 86,37 %                          |
| Metacritic         | 83/100                           |
| MobyRank           | 89 %                             |
| Иноязычные издания |                                  |
| Издание            | Оценка                           |
| 1UP.com            | 9,0/10                           |
| Edge               | 8/10                             |
| EGM                | 7,33/10                          |
| Game Informer      | 7,75/10                          |
| GameSpot           | 8,1/10                           |
| GameSpy            | [ 20 ]                           |
| GameZone           | 8,9/10                           |
| Jeuxvideo.com      | 17/20                            |
| Pocket Gamer       | [ 23 ]                           |
| Награды            |                                  |
| Издание            | Награда                          |
| GameSpot           | E3 2004 — Лучшая игра для N-Gage |

Pathway to Glory получила высокие оценки критиков. Средний балл на GameRankings составил 86,37 % на основании 21 рецензии, на Metacritic — 83/100 на основе 18 обзоров.
Рецензенты назвали Pathway to Glory обязательной покупкой для владельцев N-Gage. Геймплей и дизайн уровней удостоились похвалы за тактическую глубину и разнообразный рельеф. Сайт GameSpot отметил, что управляемые ИИ противники грамотно используют в бою особенности местности. Журнал Edge назвал интерфейс игры «шедевром функционального минимализма». При этом указывались и отдельные недостатки игрового процесса, например, отсутствие функции отмены хода. Обозреватель Game Informer отметил, что интерфейс не всегда даёт достаточно информации, а также посчитал, что рельеф местности иногда плохо считывается. По мнению рецензента Electronic Gaming Monthly, при грамотном использовании снайперов с их помощью можно пройти бо́льшую часть одиночной кампании. Отмечались и технические проблемы мультиплеера, такие как частые потери соединения при игре через сервис N-Gage Arena.
Графика, музыка, звук и стиль также удостоились положительных оценок. Сайт GameSpy похвалил детализированность спрайтов и разрушаемость окружения. По мнению GameSpot, такие элементы аудиовизуального дизайна, как озвученные слайд-шоу, хорошо работают на атмосферу. Обозреватель 1UP.com посчитал, что «не будь Pathway to Glory компьютерной игрой, её музыкальное сопровождение можно было бы принять за саундтрек художественного фильма». В рецензии GameZone музыка названа «эпичной», а звук — «одним из лучших, если не лучшим в играх для N-Gage».

## Продолжение
В 2005 году состоялся выход продолжения — Pathway to Glory: Ikusa Islands, действие которого происходит на Тихоокеанском театре. Игра использует тот же графический движок, что и оригинал, и схожа с ним геймплейно; при этом добавлены улучшения, такие как новые типы солдат и оружия.